# 莫罗氏反射
莫罗氏反射（Moro reflex）是一种新生儿反射。由奥地利儿科专家欧内斯特·莫罗（Ernest Moro，1874-1951）首先发现和描述。當變換嬰兒的位置或姿勢時，便會出現出雙手迅速向外伸張，然後再復原作擁抱狀。
该反射在以下情形中出现：
1. 突然朝着婴儿大喊一声
2. 当婴儿感觉到正在下落。（以水平姿势抱住婴儿，将其头的一端向下移动）

据相信，人类在新生儿时尚未习得恐惧。根据小艾伯特实验的研究，在著名的經典條件反射实验中，用驚跳反射使他对毛茸茸的白色物体产生恐惧。
與驚跳反射不同，該反射不會因多次刺激而減弱。
该反射的最重要的意义是评估中枢神经系统（CNS）的整合情况，因为该反射包括4个组成部分：
1. 惊跳
2. 双臂向两边伸展（外展肌)
3. 双臂向向胸前合拢，作出拥抱姿势（内收肌）
4. 哭喊（通常）

对于早产儿，可以在孕期第25周观察到莫罗氏反射的完全形式；对于足月出生的新生儿，通常是在第30周观察到莫罗氏反射的完全形式。在正常情形下，莫罗氏反射会持续到产后第3-6个月时消失。
对于新生儿而言，出现以上每个组成部分或运动中的每个不对称现象都是正常的，但如果该反射一直持续到婴儿后期、儿童和成人，则属于反常现象。